# Zona de Retaguardia del Grupo de Ejércitos Norte

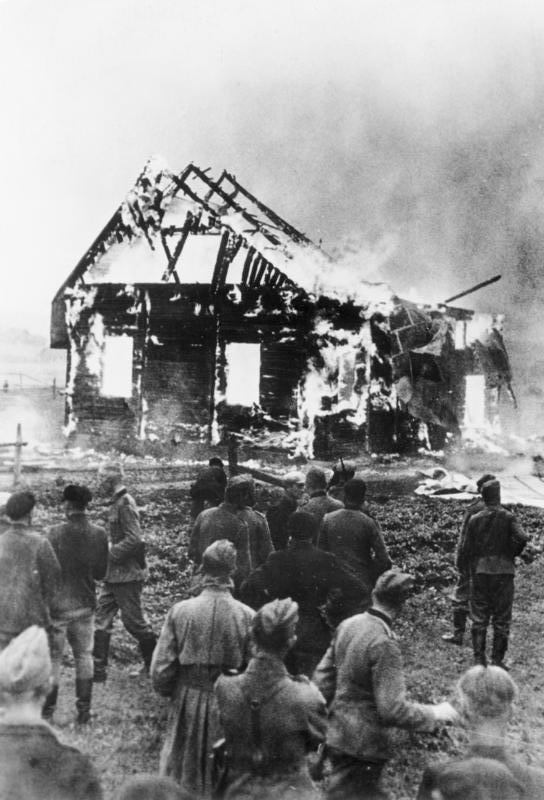
Soldados alemanes y lugareños observan cómo se quema una sinagoga lituana, el 9 de julio de 1941.

La Zona de Retaguardia del Grupo de Ejércitos Norte (en alemán: Rückwärtiges Heeresgebiet North) fue uno de los tres Mandos de la Zona de Retaguardia del Grupo de Ejércitos, establecidos durante la invasión alemana de la Unión Soviética en 1941. Inicialmente comandada por el general Franz von Roques, era un área de jurisdicción militar detrás del Grupo de Ejércitos Norte de la Wehrmacht.
La función exterior de la Zona de Retaguardia del Grupo de Ejércitos Norte era proporcionar seguridad detrás de las tropas de combate. También fue lugar de asesinatos en masa durante el Holocausto y otros crímenes de lesa humanidad contra la población civil. En palabras del historiador Michael Parrish, el comandante del ejército "presidió un imperio de terror y brutalidad".

## Organización
El comandante de la Zona de Retaguardia del Grupo de Ejércitos Norte, el General Franz von Roques, fue responsable de la seguridad de la zona de retaguardia. Su sede estaba subordinada al Grupo de Ejércitos Norte, mientras que también informaba al Intendente General de la Wehrmacht, Eduard Wagner, quien tenía la responsabilidad general de la seguridad de la zona de retaguardia. Las tareas también incluían el traslado de los prisioneros de guerra a la retaguardia.
Roques controló tres divisiones de seguridad (207, 281 y 285) y supervisó las unidades de la Policía Secreta Militar de la Wehrmacht. Operó en paralelo, y en cooperación, con Hans-Adolf Prützmann y, desde noviembre de 1941, con Friedrich Jeckeln, el SS- und Polizeiführer nombrado por el líder de las SS, Heinrich Himmler.

## Labores de seguridad y crímenes contra la humanidad
Los deberes de los comandantes de zona incluían la seguridad de las comunicaciones y las líneas de suministro, la explotación económica y el combate de guerrilleros (partisanos) en las zonas de retaguardia de la Werhmacht, que eran las tareas principales de las divisiones de seguridad. Además, la seguridad y las formaciones policiales de las SS y el SD (Servicio de Seguridad de las SS) operaban en las áreas, quedando subordinadas a los respectivos SS- und Polizeiführer. Estas unidades incluían múltiples destacamentos de escuadrones de la muerte Einsatzgruppen, un Regimiento de Policía Norte y Batallones de Policía OrPo adicionales. Estas unidades perpetraron asesinatos en masa durante el Holocausto y otros crímenes de lesa humanidad. Mientras se encontraba bajo jurisdicción militar, la zona fue la sede del pogrom de Kaunas, instigado por el SD. Durante el mismo período, el asesinato en masa de prisioneros de guerra, judíos y otros civiles tuvo lugar en el Fuerte Noveno.
Las formaciones de seguridad, a menudo en coordinación con o bajo la dirección de la Wehrmacht, llevaron a cabo una guerra de seguridad dirigida a la población civil. Las llamadas operaciones antipartisanas en áreas "infestadas de indurgentes" equivalieron a la destrucción de aldeas, la incautación de ganado, la deportación de personas aptas para el trabajo esclavo a Alemania y el asesinato de personas en edad no laboral.